# Roy J. Turner
Roy Joseph Turner (* 6. November 1894 im Lincoln County, Oklahoma-Territorium; † 11. Juni 1973 in Oklahoma City, Oklahoma) war ein US-amerikanischer Politiker (Demokratische Partei) und von 1947 bis 1951 der 13. Gouverneur des Bundesstaates Oklahoma.

## Frühe Jahre
Nach der High School zog Turner nach Oklahoma City, wo er das Hill’s Business College besuchte. Zwischen 1911 und 1915 arbeitete er als Buchhalter und ab 1916 als Händler. Während des Ersten Weltkrieges diente er als einfacher Soldat in der US Army. Nach dem Krieg engagierte er sich im Immobilienhandel, im Ölgeschäft und in der Viehzucht. Er baute die Harper-Turner-Ölgesellschaft auf und betrieb die Turner Ranch, auf der er ab 1935 die bekannten Hereford-Rinder züchtete.

## Politische Laufbahn
Turner war seit 1940 Mitglied des Schulausschusses der Stadt Oklahoma City. Im Jahr 1946 wurde er von den Demokraten als Kandidat für die Gouverneurswahl nominiert, wobei er sich innerparteilich in der Stichwahl knapp gegen Dixie Gilmer durchsetzte. Anschließend besiegte er Olney F. Flynn, den republikanischen Bürgermeister von Tulsa, mit 52:46 Prozent der Stimmen. Er trat sein neues Amt am 13. Januar 1947 an. In seiner Amtszeit wurde die Regierung neu organisiert und dabei vor allem die Haushaltsabteilungen reformiert. Auch andere Behörden wie zum Beispiel die Autobahnverwaltung oder die Landesplanungskommission wurden neu gegliedert. Im Bereich des Schulwesens wurden Aufsichtsräte für die höheren Bildungsanstalten eingerichtet (Board of Regents) und in diesem Bereich wurde auch die Rassentrennung abgeschafft.
Weniger erfolgreich war der Gouverneur mit seinem Versuch, die Finanzierung der Schulpolitik zu verbessern. Auch die Einführung des Leistungsprinzips für die Beschäftigten des öffentlichen Dienstes misslang. Als sich die Demokratische Partei in den Wahlen des Jahres 1948 in zwei Flügel teilte, blieb der Gouverneur der alten Parteilinie treu und verweigerte dem südlichen Flügel (Dixiecrats) seine Unterstützung.

## Weiterer Lebenslauf
Nach dem Ende seiner Amtszeit widmete sich Turner wieder dem Ölgeschäft und der Viehzucht. Zwischen 1959 und 1963 war er Vorsitzender der Autobahnverwaltung (State Highway Commission). Roy Turner starb im Juni 1973. Er war mit Jessica E. Grimm verheiratet, mit der er zwei Kinder hatte.